# Alessio-Bianchi 2004
Questa voce raccoglie le informazioni riguardanti l'Alessio-Bianchi nelle competizioni ufficiali della stagione 2004.

## Organico

### Staff tecnico
TM=Team Manager; DS=Direttore Sportivo.
|  | Naz.              | Ruolo | Sportivo         |  |  |  |
|  | ----------------- | ----- | ---------------- |  |  |  |
|  | Italia (bandiera) | DS    | Dario Mariuzzo   |  |  |  |
|  | Italia (bandiera) | DS    | Bruno Cenghialta |  |  |  |

### Rosa
|  | Naz.                 |  | Sportivo             | Anno |  |  |
|  | -------------------- |  | -------------------- | ---- |  |  |
|  | Danimarca (bandiera) |  | Allan Bo Andersen    | 1972 |  |  |
|  | Svezia (bandiera)    |  | Magnus Bäckstedt     | 1975 |  |  |
|  | Italia (bandiera)    |  | Fabio Baldato        | 1968 |  |  |
|  | Italia (bandiera)    |  | Alessandro Bertolini | 1971 |  |  |
|  | Italia (bandiera)    |  | Pietro Caucchioli    | 1975 |  |  |
|  | Italia (bandiera)    |  | Raffaele Ferrara     | 1976 |  |  |
|  | Italia (bandiera)    |  | Angelo Furlan        | 1977 |  |  |
|  | Slovenia (bandiera)  |  | Martin Hvastija      | 1969 |  |  |
|  | Moldavia (bandiera)  |  | Ruslan Ivanov        | 1973 |  |  |
|  | Danimarca (bandiera) |  | René Jørgensen       | 1975 |  |  |
|  | Svezia (bandiera)    |  | Marcus Ljungqvist    | 1974 |  |  |
|  | Italia (bandiera)    |  | Denis Lunghi         | 1976 |  |  |
|  | Croazia (bandiera)   |  | Vladimir Miholjević  | 1974 |  |  |
|  | Danimarca (bandiera) |  | Claus Michael Møller | 1968 |  |  |
|  | Italia (bandiera)    |  | Cristian Moreni      | 1972 |  |  |
|  | Italia (bandiera)    |  | Andrea Noè           | 1969 |  |  |
|  | Italia (bandiera)    |  | Franco Pellizotti    | 1978 |  |  |
|  | Italia (bandiera)    |  | Ellis Rastelli       | 1975 |  |  |
|  | Danimarca (bandiera) |  | Michael Skelde       | 1973 |  |  |
|  | Australia (bandiera) |  | Scott Sunderland     | 1966 |  |  |
|  | Italia (bandiera)    |  | Andrea Tafi          | 1966 |  |  |

## Palmarès

### Corse a tappe
- Tour de Pologne

1ª tappa (Fabio Baldato)
4ª tappa (Fabio Baldato)
- Giro della Provincia di Lucca

3ª tappa (Alessandro Bertolini)
Classifica generale (Alessandro Bertolini)
- Závod Míru

5ª tappa (Martin Hvastija)
- Route du Sud

1ª tappa (Cristian Moreni)

### Corse in linea
- Paris-Roubaix (Magnus Bäckstedt)
- Coppa Bernocchi (Angelo Furlan)
- Gran Premio di Chiasso (Franco Pellizotti)

### Campionati nazionali
- Campionato italiano: 1

In linea (Cristian Moreni)
- Scandinavian Open Road Race: 1

In linea (Marcus Ljungkvist)